# 大分市役所
大分市役所（おおいたしやくしょ）は、日本の地方公共団体である大分市の組織が入る施設（役所）である。

## 所在地
- 〒870-8504
- 住所：大分県大分市荷揚町2番31号

## 開庁時間
- 午前8時30分～午後5時（月曜日～金曜日）
- 土曜日・日曜日・祝日・年末年始は除く

## アクセス
- 大分駅から徒歩10分。

来庁者駐車場（議会棟）
- 入口：議会棟北側、出口：第2庁舎南側。
- 第2庁舎西側の西駐車場、荷揚複合公共施設駐車場も利用可能。

## 庁舎
| 階   | 本庁舎 |
| ---- | --- |
| 9F   | 商工労働観光部長室、商工労政課、創業経営支援課、指導監査課、喫茶コーナー、入札室 |
| 8F   | 農林水産部長室、農政課、生産振興課、林業水産課、農業委員会、おおいた魅力発信局、観光課 |
| 7F   | 都市計画部長、都市計画課、都市交通対策課、開発建築指導課、開発指導室、まちなみ企画課、まちなみ整備課、公園緑地課、情報公開室 |
| 6F   | 土木建築部長室、土木管理課、道路建設課、道路維持課、河川・みなと振興課、建築課、住宅課 |
| 5F   | 企画部長室、企画課、行政改革推進室、公共施設マネジメント推進室、広域連携推進室、文化振興課、国際課、スポーツ振興課、財務部長室、財政課、管財課、契約監理課、工事検査室、法制室                                                      |
| 4F   | 環境部長室、環境対策課、環境分析室、ごみ減量推進課、廃棄物対策課、清掃施設課、人事課、職員厚生課、生活安全・男女共同参画課 |
| 3F   | 総務部長室、総務課、市長室、副市長室、広聴広報課 |
| 2F   | 市民部長室、市民協働推進課、国保年金課、国民年金室、情報公開室 |
| 1F   | 市民課、長寿福祉課、障害福祉課、国保年金課、税証明窓口、会計管理者室、会計課、案内所、市民ロビー、キッズコーナー、大分銀行大分市役所出張所、ATMコーナー（ゆうちょ銀行・豊和銀行・大分信用金庫・大分みらい信用金庫・大分県信用組合） |
| B1F  | 食堂、売店、来庁者駐車場 |
|      | 第二庁舎 |
| 6F   | 企画部長室、企画課、行政改革推進室、文化国際課、男女共同参画推進室、国際化推進室、文化財課、監査事務局 |
| 5F   | 情報政策課 |
| 4F   | 教育長室、教育総務部長室、教育総務課、生涯学習課、スポーツ健康教育課、人権・同和教育課、学校教育部長室、教育企画課、学校施設課、教育指導課、青少年課、人権・同和対策課                                                              |
| 3F   | 税制課、市民税課、資産税課、納税課 |
| 2F   | 福祉保健部長室、福祉保健課、長寿福祉課、生活福祉課 |
| 1F   | 駐輪場 |
| B1F  | 公用車専用駐車場 |
|      | 議会棟 |
| 4-3F | 議場、委員会室、議員控室、全員協議会室 |
| 2F   | 議長室、副議長室、議員控室、応接室、秘書係 |
| 1F   | 議会事務局長室、総務課、議事課、政策調査室、委員会室、応接室 |
| B1F  | 来庁者駐車場 |
|      | 別館（荷揚複合公共施設） |
| 6F   | 防災備蓄倉庫、多目的会議室 |
| 5F   | 大分市災害対策本部、防災危機管理課、消防局（局長室、消防団長室、総務課、警防課、救急救命課、予防課） |
| 4F   | 消防局（おおいた消防指令センター、通信指令課） |
| 3F   | 子どもすこやか部長室、子ども企画課、子育て支援課、保育・幼児教育課、子ども入園課 |
| 2F   | 大分市中央公民館、コモンスペース、実技室 |
| 1F   | 府内こどもルーム、コモンスペース、中高生の学習スペース |

## 支所・出張所・連絡所
- 鶴崎支所 - 大分市東鶴崎一丁目2番3号(鶴崎市民行政センター内)
- 稙田支所 - 大分市玉沢743番地2(稙田市民行政センター内)
- 大南支所 - 大分市中戸次4540番地1
- 大在支所 - 大分市横田一丁目21番8号
- 坂ノ市支所 - 大分市坂ノ市南三丁目5番33号
- 佐賀関支所 - 大分市佐賀関1407番地27（佐賀関市民センター内）
- 野津原支所 - 大分市野津原800番地
- 明野支所 - 大分市明野東一丁目1番1号(あけのアクロスタウン内)
- 本神崎連絡所 - 大分市本神崎844番地2
- 一尺屋連絡所 - 大分市一尺屋2037番地
- 今市連絡所 - 大分市今市1099番地26